# Destination Love
Pour plus de détails, voir Fiche technique et Distribution.
Destination Love (Baggage Claim) est une comédie romantique américaine réalisée par David E. Talbert et sortie en 2013.

## Synopsis
Frustrée d'être célibataire, Montana Moore se lance dans une quête intense de l'âme sœur…

## Fiche technique
- Titre : Destination Love
- Titre original : Baggage Claim
- Réalisation : David E. Talbert
- Scénario : David E. Talbert
- Musique : Aaron Zigman
- Photographie : Anastas N. Michos (de)
- Montage : Troy Takaki
- Producteur : Steven J. Wolfe (en) et David E. Talbert
  - Coproducteur : Chris Hazzard
  - Producteur associé : Lolita Files
  - Producteur délégué : Lyn Talbert
- Production : Sneak Preview Entertainment
- Distribution : Fox Searchlight Pictures et 20th Century Fox
- Pays de production :  États-Unis
- Durée : 81 minutes
- Genre : Comédie
- Dates de sortie :
  - États-Unis : 27 septembre 2013
  - Royaume-Uni : 11 octobre 2013
  - France : 8 janvier 2014

## Distribution
- Paula Patton (VFB : Marcha Van Boven) : Montana Moore
- Derek Luke (VF : Boris Agondanou) : William Wright

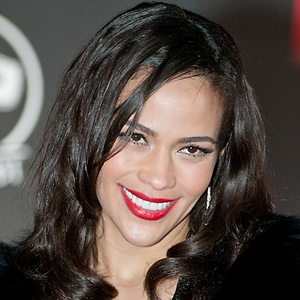
L'actrice principale Paula Patton.

- Taye Diggs (VFB : Erwin Grünspan) : Langston Jefferson Battle III
- Boris Kodjoe (VFB : Michelangelo Marchese) : Graham
- Trey Songz (VFB : Olivier Prémel) : Damon Diesel
- Jill Scott (VFB : Marie-Ange Teuwen) : Gail Best
- Adam Brody (VFB : Maxime Donnay) : Sam
- Jenifer Lewis (VFB : Rosalia Cuevas) : Catherine Moore
- Djimon Hounsou (VFB : Claudio Dos Santos) : Quinton Jamison
- Lauren London : Sheree Moore
- Christina Milian (VFB : Mélanie Dermont) : Taylor
- Tia Mowry (VFB : Sophie Landresse) : Janine
- Ned Beatty : M. Donaldson
- La La Anthony : Tanya

Sources et légende : Version francophone belge (VFB) sur Allo Doublage